# Elano Blumer
Elano Blumer (nascut el 14 de juny de 1981 en Iracemápolis, São Paulo) és un futbolista brasiler que actualment juga al Santos.
És un centrecampista que té la capacitat per jugar en qualsevol lloc en el flanc dret o al centre del camp. També té la capacitat per marcar des de la distància, especialment amb tirs lliures, i s'ha assenyalat per la seua habilitat de regat i visió.

## Palmarès

### Club
| Equip           | Títol                 | Any        |
| --------------- | --------------------- | ---------- |
| Xakhtar Donetsk | Lliga ucraïnesa       | 2005, 2006 |
| Xakhtar Donetsk | Supercopa ucraïnesa   | 2005       |
| Santos          | Campeonato Brasileiro | 2002, 2004 |
|                 |                       |            |

### Internacional
| Equip  | Títol               | Any  |
| ------ | ------------------- | ---- |
| Brasil | Copa Amèrica        | 2007 |
| Brasil | Copa Confederacions | 2009 |
|        |                     |      |